# Wes Hoolahan
Wesley Hoolahan (Dublín, Irlanda, 20 de mayo de 1982) es un futbolista irlandés. Juega de centrocampista y su equipo es el Doncaster City F. C.

## Selección nacional
Ha sido internacional con la selección de fútbol de Irlanda, ha jugado 43 partidos y anotado 3 goles.

## Clubes
| Club                        | País       | Año       |
| --------------------------- | ---------- | --------- |
| Shelbourne F. C.            | Irlanda    | 2001-2005 |
| Livingston F. C.            | Escocia    | 2006-2007 |
| Blackpool F. C. (cedido)    | Inglaterra | 2006-2007 |
| Blackpool F. C.             | Inglaterra | 2007-2008 |
| Norwich City F. C.          | Inglaterra | 2008-2018 |
| West Bromwich Albion F. C.  | Inglaterra | 2018-2019 |
| Newcastle United Jets F. C. | Australia  | 2019-2020 |
| Cambridge United F. C.      | Inglaterra | 2020-2022 |
| Doncaster City F. C.        | Inglaterra | 2024-     |

## Palmarés

### Campeonatos nacionales
| Título                   | Club                | País       | Año  |
| ------------------------ | ------------------- | ---------- | ---- |
| Liga irlandesa de fútbol | Shelbourne F. C.    | Irlanda    | 2002 |
| Liga irlandesa de fútbol | Shelbourne F. C.    | Irlanda    | 2003 |
| Liga irlandesa de fútbol | Shelbourne F. C.    | Irlanda    | 2004 |
| Football League One      | Noriwich City F. C. | Inglaterra | 2010 |